# Epirhyssa chrysitis
Epirhyssa chrysitis är en stekelart som beskrevs av Porter 1975. Epirhyssa chrysitis ingår i släktet Epirhyssa och familjen brokparasitsteklar. Inga underarter finns listade i Catalogue of Life.